# Distrito concejal 1 de Los Ángeles
El Distrito Concejal 1 de la Ciudad de Los Ángeles es uno de los 15 distritos del Consejo de la Ciudad de Los Ángeles, representando secciones del noreste de Los Ángeles y el noroeste de Los Ángeles. El concejal Gil Cedillo es el representante actual del DC 1; asumió el cargo el 1 de julio de 2013 y fue reelegido en 2017. Un referéndum de 2015 aprobó una realineación de las elecciones municipales para que coincida con las elecciones estatales, comenzando en 2020 y extendiendo los términos de los funcionarios en funciones; Las próximas elecciones para el Distrito 1 serán en 2022.
Entre 1923 y 1987, el Distrito 1 representó a todos, luego partes, del Valle de San Fernando . Fue redistritado en 1987 para cubrir un área al noroeste y al norte del centro de Los Ángeles, para proporcionar otro distrito de mayoría hispana en la ciudad. 

## Geografía

### Límites actuales
Según el sitio web del distrito, el Distrito del 1er Consejo incluye todos o parte de los siguientes 22 vecindarios:
| - Glassell Park - Cypress Park - Highland Park - Mount Washington - Sycamore Grove - Solano Canyon | - Elysian Park - Westlake - Angelino Heights - Temple Beaudry - Chinatown - Forgotten Edge | - Lincoln Heights - Montecito Heights - Pico-Union - Adams-Normandie - University Park - Victory Heights | - Koreatown - Mid Cities - MacArthur Park |

El primer distrito está separado del centro por la autopista 110, y el límite continúa hacia el noreste hasta llegar a York Boulevard en Highland Park. 
El distrito tiene aproximadamente 13.5 millas cuadradas de área, lo que lo convierte en el tercer distrito municipal más pequeño de la ciudad.

### Ubicaciones históricas del distrito 1
Una nueva carta de ciudad vigente en 1925 reemplazó el antiguo sistema de votación mayoritario plurinominal para un consejo de nueve miembros con un sistema de distrito, que tiene un consejo de 15 miembros. Cada distrito debía ser aproximadamente igual en población, basado en la votación en la elección de gobernador anterior; así, la redistribución de distritos se realizó cada cuatro años. (En la actualidad, la redistribución de distritos se realiza cada diez años, en función de los resultados del censo de EE. UU. Anteriores.) El sistema de numeración establecido en 1925 para los distritos del Ayuntamiento comenzó con el número 1 en el norte de la ciudad, el Valle de San Fernando, y terminó con el número 15 en el sur, el área del puerto. 
Los límites generales o las descripciones son: 
1925: todo el valle de San Fernando, algunas de las montañas de Santa Mónica que se extienden hacia el sur hasta el distrito de Sherman, el paso de Cahuenga, Hollywood Hills, Griffith Park, Atwater y la parte este del distrito de Los Feliz al sur hasta aproximadamente Santa Monica Boulevard.
1926: El valle de San Fernando, con una oficina de distrito en el barrio de Roscoe (ahora Sun Valley).
1928: "La sección oriental del límite sur... se cambia de Sunset Boulevard a Fountain Avenue.... La porción occidental del límite sur... es una prolongación de la cresta de las montañas de Santa Mónica.... El límite este es la calle Allesandro y los límites este de la ciudad y los límites oeste y norte [en el Valle de San Fernando] son los límites de la ciudad".
1932-33: Todo el Valle de San Fernando, la sección de Atwater y el territorio al este de Griffith Park, al este de Vermont Avenue y al norte de Fountain Avenue.
1937: El Valle de San Fernando, la sección de Los Feliz al este de Griffith Park Drive y al norte de Franklin Avenue, la sección entre las avenidas Vermont y Talmadge al sur hasta Santa Monica Boulevard, y el área de Riverside Drive al oeste de Glendale Boulevard.
1940: Con el aumento de la población del valle, el 1er Distrito abandonó las áreas de Los Feliz y Atwater, y su límite sureste se retiró a un punto cerca del bulevar Cahuenga y la autopista Mulholland. Seguía siendo el único distrito del valle.
1971: El primer distrito era el área geográfica más grande de la ciudad, aproximadamente 76 millas cuadradas, que era un sexto del área total de Los Ángeles. Incluía Arleta, Lake View Terrace, Mission Hills, Pacoima, Shadow Hills, Sunland-Tujunga, Sun Valley y Sylmar.
1987: Después de la muerte del titular Howard Finn, el distrito fue transferido al noreste de Los Ángeles y al noroeste de Los Ángeles, a fin de proporcionar un asiento adicional para representar a la creciente población hispana en Los Ángeles. 

## Población
A partir del censo de 2000, había 222 165 personas que residían en el distrito. La densidad de población era de 16 456.67/mi² (42 622.8/km²). La composición racial y étnica del distrito era 75.5 % latino, 5.4% blanco, 2.6% afroamericano, 0.3% nativo americano, 15.1% asiático, 0.1% de otras razas y 1.0% de dos o más razas. 
Hubo 19,252 hogares, de los cuales el 44,8% tenía niños menores de 18 años que vivían con ellos, el 72.3% eran parejas casadas que vivían juntas, el 8,3% tenía a una mujer como cabeza de familia sin marido presente, y el 16,4% no eran familias. El 12.4% de todos los hogares estaban formados por individuos y el 4.7% tenía a alguien que vivía solo y que tenía 65 años o más. El tamaño promedio de los hogares era de 3.05 personas y el de las familias de 3.35. 
En el distrito, el 70%, 154,927 personas, tenían más de 18 años, mientras que el treinta por ciento restante, 67,238 personas, tenían menos de 18 años. 

## Titulares

### Valle de San Fernando
1. Charles Randall, 1925–1933
2. Jim Wilson, 1933-1941
3. Delamere Francis McCloskey, 1941–1945
4. Leland S. Warburton, 1945–1952
5. Everett G. Burkhalter, 1953–1962
6. Louis R. Nowell, 1963–1977
7. Bob Ronka, 1977–1981
8. Howard Finn, 1981–1986

### Noreste-Noroeste de Los Ángeles
1. Gloria Molina, 1987–1991
2. Mike Hernández, 1991–2001
3. Ed Reyes, 2001– 2013
4. Gil Cedillo, 2013–